# Joseph Panny
Joseph Panny, né le 23 octobre 1794 à Kollmitzberg (de) dans le village d'Ardagger de la région du Mostviertel en Basse-Autriche – mort le 7 septembre 1838 à Mayence, est un compositeur, violoniste et chanteur de l'empire d'Autriche.

## Biographie
Joseph Panny est le fils de l'instituteur de Kollmitzberg, Jakob Panny (1754–1827), qui y est aussi chef de chœur et donne à son fils ses premières leçons de musique. En 1813, Joseph Panny est directeur d'école à Schloss Greinburg (de), puis se rend à Vienne au bout de deux ans et abandonne son métier d'enseignant. A Vienne, il reçoit une formation au violon, au piano et prend des cours de chant. Il reçoit des leçons de composition musicale auprès de Joseph Leopold Eybler. Il est membre de la Société littéraire viennoise Ludlamshöhle (de). La collection Vaterländischer Künstlerverein qui paraît en deux volumes chez l'éditeur viennois Cappi & Diabelli en 1823 et 1824, comprend une des versions de Joseph Panny des Variations Diabelli de Beethoven.
En 1828, Panny est découvert à Vienne par Niccolò Paganini qui l'emmène désormais pour des tournées de concerts en commun. Ensemble, ils composent le poème symphonique La Tempestá. Panny compose également des variations sur les Canzonette venetienne de Paganini. Durant les années 1830, Panny se rend en Allemagne, donne des concerts à Munich et autres villes du sud de l'Allemagne et s'établit à Mayence. De là, il entreprend de grandes tournées de concerts à travers l'Allemagne, la Suède, la Norvège et l'Angleterre. À Christiana, de nos jours Oslo, il est directeur musical. À son retour à Mayence, il fonde une école de musique où il enseigne la composition musicale au compositeur anglais Robert Lucas Pearsall (1795–1856).

## Œuvres
Panny a écrit trois messes, un Requiem, des cantates, l'Opéra Das Mädchen von Rügen, un trio avec piano, un quatuor à cordes, des pièces pour violon, une sonate pour clarinette, un chœur pour hommes et de nombreux lieder.
- Sechs Lieder für vier Männerstimmen, 1831
- Favorit-Walzer für das Pianoforte über den Chorgesang der Herbst am Rhein no 411. Schott, Mayence/Paris/Anwers 1835.

## Discographie
- Adagio und Polonaise für Oboe, Fagott und Orchester, Accolade-Musikverlag, Warngen 2009. ACC 1007.